# Claude Arnould
Pour les articles homonymes, voir Arnould.

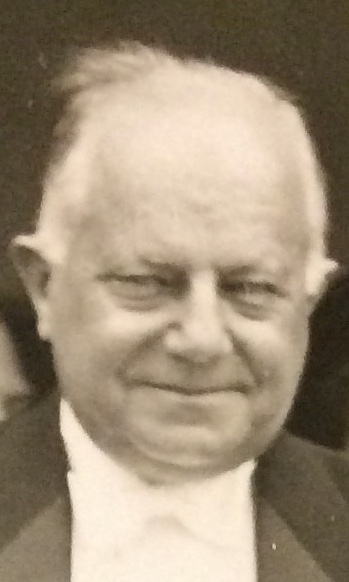

Claude Louis Marie Joseph Arnould, plus connu sous le nom de Colonel Arnould, né le 10 mai 1899 à Merville et mort le 22 décembre 1978 dans le 16e arrondissement de Paris, est un officier et résistant français.

## Biographie
Riche négociant et propriétaire d'une briqueterie à Merville, il fait faillite en 1938.
En 1940, il rejoint l'armée française à Boulogne sur mer en tant que Maréchal des logis  dans l'armée française.
Il est pendant l'Occupation chef du Réseau Jade-Amicol, un de ses noms de guerre est Colonel Ollivier.
L'origine du nom Jade-Amicol : en associant le nom de "Jade", la pierre précieuse, au nom de code AMI d'un officier anglais, le capitaine Philippe Keun (ou Kane), dit l'Amiral  et le nom de guerre de Claude Arnould COL, dit le Colonel, alias "Colonel Ollivier".
Arnould recrute parmi les milieux catholiques et ecclésiastiques, entre autres. Son adjoint, Philippe Keun est mort en déportation. Jade-Amicol est rattaché à l'Intelligence Service britannique MI6, car Arnould n'avait pas souhaité se rallier à de Gaulle.
Le rôle dans la résistance de Claude Arnould a été mis en cause par des allégations farfelues, en raison d'un prétendu caractère fantasque en particulier, par Robert Terres dans son essai Double jeu pour la France (Grasset, 1977).
En 1944 Claude Arnould, sous proposition de Gustave Souillac, confirme la participation de Maurice Papon comme un agent occasionnel (P0).
Après guerre, il se met au service du Vatican, pour lequel il réalise de nombreuses missions diplomatiques à l'étranger.